# Bargkass
Cet article possède un paronyme, voir Bergkäse.
Le Bargkass, également orthographié Bergkäs, Barkas, Barkass ou Barikass, est un fromage français à pâte pressée, non cuite, originaire des Vosges. Il est fabriqué dans les villages de montagne alsaciens et vosgiens.
Ses autres noms sont  : tomme des Vosges et vachelin.
Ce fromage n'a pas d’appellation d'origine protégée, car chaque ferme a sa propre recette[réf. souhaitée].

## Description
La meule a un diamètre de 30 centimètres avec 8 cm d’épaisseur pour un poids variant de 7 à 8 kg  environ.
Son taux de matières grasses est de 45 %. Ce fromage est souvent pauvre en sel.
Les vaches vosgiennes paissant sur des terrains recouverts par la flore typique des chaumes vosgiennes dont les myrtilliers, le fromage peut en avoir le goût.

## Fabrication
Le lait cru de vache est chauffé à environ 30 °C. Il est ensuite emprésuré et brassé, puis à nouveau chauffé et brassé. Viennent ensuite l’égouttage, le pressage, le salage et l’affinage. Ce dernier dure de trois à six mois, le fromage étant lavé deux fois par semaine. Il faut différencier les fromages fabriqués en été, dont la pâte sera plus jaune et plus typée, de ceux d'hiver dont la pâte sera plus claire et plus douce.

## Histoire
La guerre de Trente Ans (1618 – 1648) et une épidémie de peste ont entraîné la disparition complète des activités pastorales en Alsace. Après le Traité de Westphalie en 1648 (par lequel l’Alsace devient française), une forte immigration issue du Tyrol, de Bavière, de Suisse et même du Danemark, contribue à redonner du souffle à la région. Parmi les effets salvateurs de l’enrichissement né d’un vaste brassage de population, on compte la venue des Suisses qui apportent leur savoir-faire à la fabrication du fromage. Il en va alors de la nécessité de pouvoir conserver les grandes productions de lait de la période estivale. Débute ainsi la fabrication des tommes pressées, comme il s'en produisait  dans le Jura et les Alpes, en réponse à la volonté d’utiliser les surplus. 
Aujourd'hui, le bargkass est encore traditionnellement fabriqué dans les fermes de Munster lors d'un surplus de lait, car les tommes de bargkass se conservent plus longtemps.
Pour répondre à une volonté d’obtenir la reconnaissance via l'obtention d'une appellation d’origine protégée, est apparu, depuis 2015, le Cœur de massif. Cette tomme est liée à une charte et surtout une recette très stricte.

### Étymologie
En alémanique, barg signifie montagne, et käss fromage. 

### Localisation
Ce fromage est fabriqué essentiellement dans les fermes auberges parsemées dans les chaumes autour de la route des Crêtes, mais aussi dans la région de Guebwiller et dans les fermes-auberges des vallées vosgiennes avoisinantes. En Franche-Comté, on fabriquait, jusqu'au XIXe siècle, ce type de fromage, appelé localement vachelin.